# Gilort
Der Gilort ist ein linker Nebenfluss des Jiu (deutsch: Schil) in Rumänien.

## Geografie
Der Gilort entspringt in den Munții Parâng in den Südkarpaten. Er fließt in südlicher Richtung ab, an den Städten Novaci, Târgu Cărbunești und der Gemeinde Turburea vorbei und mündet auf der Höhe von Tânțăreni in den Jiu.
Die Länge des Gilort beträgt 116 km; sein Einzugsgebiet wird mit 1.348 km² angegeben, der mittlere Abfluss in Turburea mit 11,7 m³/s.